# ダックテイル

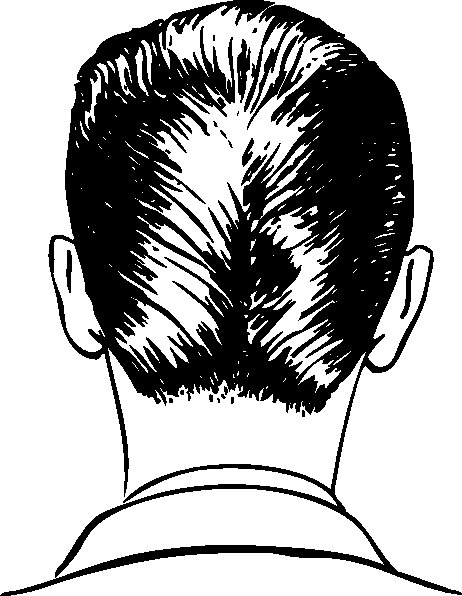
ダックテール

ダックテイル（英：Ducktail/Duck's tail）とは、側頭部から後頭部にかけてポマードやワックスなどの整髪料で両サイドの髪を流し、櫛で後頭部に縦筋を入れたアルファベットのIの字型（後頭部上部から襟足までぴったりと合わせた容姿）にした髪型である。
日本で言うリーゼントとは、特徴的なボリュームのある前髪ではなく、元来この髪型のことを指していたという説がある。（詳細はリーゼントを参照）

## 概要

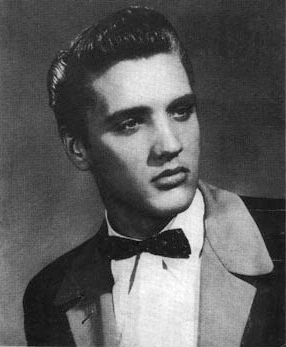
エルヴィス・プレスリー（1954年）。後頭部をダックテール、前髪をポンパドールにした髪型をロカビリアン・スタイルとして大流行させた。

ダックテールは、後頭部でIの字型にぴったり合わせた髪型である。後頭部の髪型にまでこだわり美学を持つ、大変お洒落な髪型である。
ダックテールと合わせて使われることの多い髪型には、直線的に前髪を高くしたフラットトップ（角刈り）、前髪に曲線的なボリュームを持たせるポンパドールや、モヒカン刈りに近いタイプのポンパドール（クイッフ）がある（ポンパドールとクイッフの形状は微妙に違う）。ダックテールとポンパドールの合わせ技は、1940年代から若者の間で見られるようになり、1950年代にエルビス・プレスリーの影響で世界的に大流行し、1970年代から1980年代にもリバイバルで流行した。

## 歴史
ダックテールは、後頭部で左右の髪を合わせた容がアヒルの後ろ姿に似ていることから、この名前がついた。初期の発案者としては、フィラデルフィアの理髪師 Joe Cirello が「Duck's Ass」として1939年に考案し、1940年代にハリウッドで賞を受賞した。
1940年代から50年代にかけて、ダックテールとポンパドール、フラットトップ、クイッフ、などと合わせた髪型が若者の間で流行した。

## 整髪方法
ポマードを塗り付け、サイドの髪を後頭部へなでつける。さらに、櫛の歯の先を使って後頭部の中心線でセンター分けになるように、頭頂部からうなじにかけて梳かす。こうして、アヒルの後ろ姿のような形になるまでスタイリングする。さらに、サイドの髪も閉じたアヒルの羽のような形になるようにスタイリングする。
フロントおよびトップは、ポンパドール、クィッフ、フラットトップなどを組み合わせるのが通常である。
ポマードは、この髪型が崩れないようにするために重要である。アメリカでは、Black & White, Sweet Georgia Brown, Royal Crown, and Murraysなどのブランドが人気があった。西海岸では、Dixie PeachまたはBrylcreemなどのポマードとWildroot Cream-Oilなどのトニックが人気があった。
この髪型を一日中キープするには、何度もセットする必要があり、この髪型をするものはジーンズやシャツのポケットに櫛を持ち歩くのが常であった。おもむろに人差し指と中指で櫛を押さえながら、髪をセットするのである。